# Paul Harteck
Paul Karl Maria Harteck (20 de julho de 1902 em Viena, Áustria – 22 de janeiro de 1985 em Santa Barbara, Califórnia) foi um físico-químico alemão. Ele foi preso pelas Forças Armadas aliadas dos Estados Unidos e Reino Unido e encarcerado em Farm Hall por seis meses em 1945 sob a Operação Epsilon.

## Literatura selecionada
- A. Farkas, L. Farkas, P. Harteck Experiments on Heavy Hydrogen. II. The Ortho-Para Conversion, Proceedings of the Royal Society of London. Series A. Vol. 144, No. 852,  pp. 481-493 (Mar. 29, 1934)
- M. L. E. Oliphant, P. Harteck, Lord Rutherford Transmutation Effects Observed with Heavy Hydrogen, Proceedings of the Royal Society of London. Series A. Vol. 144, No. 853, pp. 692-703 (May 1, 1934)

## Obras
- K. F. Bonhoeffer and P. Harteck, Grundlagen Der PhotoChemie (Verlag Von Theodor Steinkopff, 1933)
- Konrad Beyerle, Wilhelm Groth, Paul Harteck, and Johannes Jensen Über Gaszentrifugen: Anreicherung der Xenon-, Krypton- und der Selen-Isotope nach dem Zentrifugenverfahren (Chemie, 1950); cited in Walker, 1993, 278.